# Луїджі Корсі (військовик)
Луїджі Корсі (італ. Luigi Corsi, 4 квітня 1898 року, Ла-Спеція — 29 березня 1941 року, Середземне море) — італійський морський офіцер.

## Біографія
Луїджі Корсі народився 4 квітня 1898 року в Ла-Спеції. Його батько теж був морським офіцером. У 14-річному віці Луїджі вступив до Військово-морської академії в Ліворно, яку закінчив у 1916 році в званні гардемарина. Брав участь у Першій світовій війні. У 1917 році отримав звання молодшого лейтенанта, а у 1918 році - лейтенанта.
Після закінчення війни командував есмінцем «Конф'єнца», брав участь в окупації Корфу (1923 рік). У 1932 році отримав звання капітана III рангу і призначений командиром есмінця «Есперо», на якому здійснив похід в Китай. У 1933 році отримав звання капітана II рангу. Під час другої італо-ефіопської війни ніс службу у Штабі командувача ВМС Італії. Після закінчення війни був призначений заступником начальника військово-морської академії/
У 1939 році отримав звання капітана I рангу, 1 березня 1940 року призначений командувачем крейсера «Зара». Брав участь в бою біля Калабрії.
Під час бою біля мису Матапан крейсер «Зара» був атакований британськими лінкорами  «Ворспайт», «Барем» та «Валіант».
Через декілька хвилин снаряди влучили у носову башту, мостик та машинне відділення. Крейсер охопила сильна пожежа, він накренився на лівий борт. Незабаром британські лінкори припинили вогонь та вийшли з бою, щоб дати змогу есмінцям здійснити торпедні атаки на італійські кораблі.
Близько 2-ї години ночі 29 березня есмінець «Джервіс» помітив італійський крейсер та випустив у нього 4 торпеди. Від влучання торпед вибухнули погреби боєзапасу. Близько 2:30 корабель затонув  у точці з координатами  35°21′ пн. ш. 20°57′ сх. д. / 35.350° пн. ш. 20.950° сх. д.. 
Загинуло 782 члени екіпажу, включаючи командира дивізії адмірала Карло Каттанео та капітана корабля Луїджі Корсі.
Луїджі Корсі посмертно був нагороджений золотою медаллю «За військову доблесть»..

## Нагороди
- Золота медаль «За військову доблесть»
- Хрест «За військову доблесть»
- Кавалер Ордена Корони Італії
- Офіцер Ордена Корони Італії
- Командор Ордена Корони Італії

## Вшанування
На честь Луїджі Корсі планувалось назвати один з есмінців типу «Команданті Медальє д'Оро», але будівництво не було завершене.